# Куза-Воде (Попрікань, Ясси)
Куза-Воде (рум. Cuza Vodă) — село у повіті Ясси в Румунії. Входить до складу комуни Попрікань.
Село розташоване на відстані 331 км на північ від Бухареста, 8 км на північ від Ясс.

## Населення
За даними перепису населення 2002 року у селі проживали 580 осіб, усі — румуни. Усі жителі села рідною мовою назвали румунську.